# لورا باوزيني
لورا باوزيني (Laura Pausini) (فاينسا، 16 مايو 1974) مغنية بوب إيطالية شهيرة في العديد من دول أوروبا وأمريكا اللاتينية، وبلدان الشرق الأوسط، والتي اشتهرت بصوتها القوي ولها الكبار المعاصرة القصص الرومانسية والحب والأغاني. تتقن عدة لغات، وسجلت أغاني بالإيطالية والبرتغالية والإسبانية والإنجليزية والفرنسية. في جائزة غرامي لعام 2006، فازت باوزيني بأفضل ألبوم لموسيقى البوب اللاتينية، وهي مشجعه لنادي ميلان الإيطالي.
أصدرت باوزيني أربعة عشر ألبومًا من ألبومات الاستوديو، وألبومين من أفضل الألبومات العالمية وألبومين تجميعيين للناطقين باللغة الإسبانية والإنجلوفونية فقط، تقدم الاغاني في الغالب باللغتين الإيطالية والإسبانية، لكنها سجلت أيضًا أغانٍ باللغات الإنجليزية والفرنسية والبرتغالية ومؤخراً الكاتالونية.

## البومات لورا إيطالية

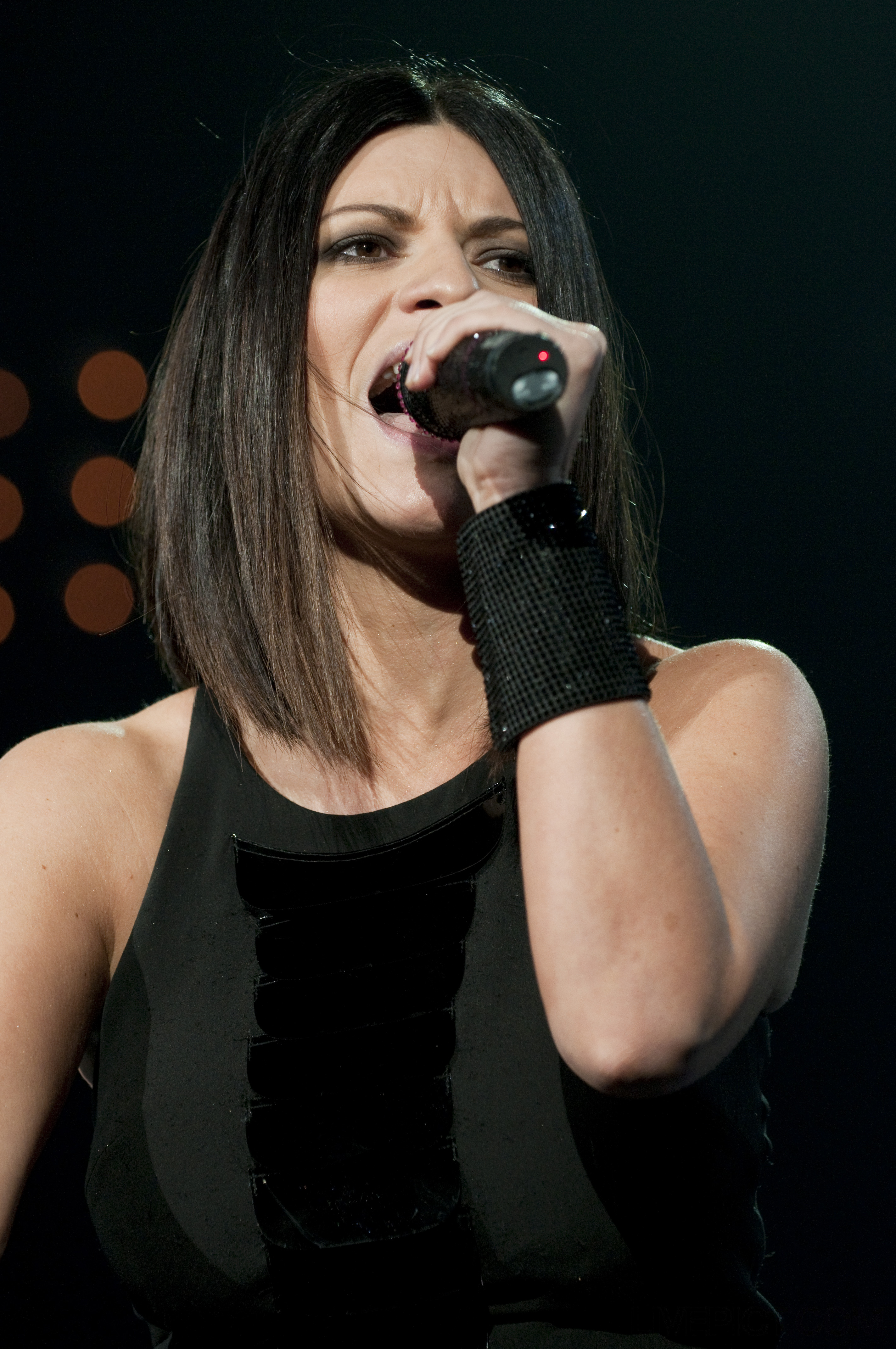
حفلة - برشلونة 2009

- لورا بوزيني
- لورا.
- اشياء التي تعيش

## روابط خارجية
- لورا باوزيني على موقع IMDb (الإنجليزية)
- لورا باوزيني على موقع ميتاكريتيك (الإنجليزية)
- لورا باوزيني على موقع روتن توميتوز (الإنجليزية)
- لورا باوزيني على موقع ميوزك برينز (الإنجليزية)
- لورا باوزيني على موقع أول ميوزيك (الإنجليزية)
- لورا باوزيني على موقع ديسكوغز (الإنجليزية)
- لورا باوزيني على موقع قاعدة بيانات الفيلم (الإنجليزية)